# Les Sommets de Zelengora
Pour plus de détails, voir Fiche technique et Distribution.
Les Sommets de Zelengora (Врхови Зеленгоре, Vrhovi Zelengore) est un film de Partisans yougoslave réalisé par Zdravko Velimirović et sorti en 1976.

## Synopsis
Lors de la journée décisive de la bataille de la Sutjeska en 1943, la 7e division SS Prinz Eugen a encerclé la partie principale des forces partisanes, ne laissant qu'un passage étroit vers Zelengora, entre Ljubina Grob et Košut. En termes d'effet stratégique et moral, une bataille extrêmement importante a lieu sur la colline de Ljubin Grob. Les membres de la deuxième compagnie, le troisième bataillon de la 4e brigade prolétarienne monténégrine (sh), se sont chargés de défendre le passage 24 heures sur 24. Bien qu’incomparablement plus faibles que l’ennemi, ils accomplirent cette tâche au prix de grands sacrifices.

## Fiche technique
- Titre français : Les Sommets de Zelengora[1]
- Titre original : Врхови Зеленгоре (Vrhovi Zelengore)[2],[3]
- Réalisation : Zdravko Velimirović
- Scénario : Mladen Oljača, Đurica Labović, Aleksandar Vukotić
- Photographie : Nenad Jovičić
- Montage : Katarina Stojanovic (sr)
- Musique : Zoran Hristić (sr)
- Société de production : Centar film, Filmska Radna Zajednica (FRZ), Filmski Studio Titograd, Jadran film, Kosovo film (Pristina), Zeta film
- Pays : Yougoslavie
- Genre : film de Partisans
- Durée : 101 minutes
- Dates de sortie : 
  - Yougoslavie : 2 juin 1976

## Distribution
- Sergueï Bondartchouk : le professeur
- Bata Živojinović : Boro
- Veljko Mandić (sh) : Veljko
- Alain Noury : Milan
- Josephine Chaplin : Milena
- Radoš Bajić (sh) : Nenad
- Ljiljana Dragutinović (sh) : Čarna
- Faruk Begoli (sh) : Rajko
- Branko Đurić : Rajko Đurović
- Voja Mirić (sh) : Sturmbannführer
- Božidar Pavićević (sh) : Hauptsturmführer
- Miodrag Krstović (sh) : Radica
- Slobodan Dimitrijević (sh) : Andrija Šiler
- Danilo Lazović (sr) : Commandant de compagnie Dačo
- Darinka Đurašković (sr) : Anđa, l'infirmière
- Dragomir Bojanić : le tireur d'élite
- Gordana Kosanović (sr) : Borka
- Peter Carsten : Oberst-Gruppenführer SS
- Rastislav Jović (sh) : Hans
- Djordje Nenadović (sr) : Allemand du Banat
- Jovan Nikčević (sh) : un partisan
- Branko Ličen (sr) : Mišo